# Charge!!
Charge!! é o quarto álbum de estúdio da banda The Aquabats, lançado em 7 de junho de 2005.
| Críticas profissionais                                                      | Críticas profissionais |
| Avaliações da crítica                                                       | Avaliações da crítica  |
| Fonte                                                                       | Avaliação              |
| --------------------------------------------------------------------------- | ---------------------- |
| AbsolutePunk                                                                | (85%)                  |
| Allmusic                                                                    | [ 3 ]                  |
| IGN                                                                         | [ 4 ]                  |
| PopMatters                                                                  | [ 5 ]                  |
| Punknews.org                                                                | [ 6 ]                  |
| Sputnikmusic                                                                | [ 7 ]                  |
| Esta tabela precisa de ser acompanhada por texto em prosa. Consulte o guia. |                        |

## Faixas
Todas as faixas por The Aquabats.
1. "Now, Stand Back for Your Own Safety!" — 0:06
2. "Fashion Zombies!" — 3:16
3. "Stuck in a Movie!" —	2:48
4. "Tiger Rider vs. the Time Sprinkler!" — 2:25
5. "Nerd Alert!" — 3:14
6. "Plastic Lips!" — 2:42
7. "Look at Me (I'm a Winner)!" — 3:35
8. "Hot Summer Nights (Won't Last Forever)!" — 3:49
9. "Meltdown!" — 3:38
10. "Mechanical Ape!" — 3:06
11. "Demolition Rickshaw!" — 3:14
12. "Waterslides!" — 3:48
13. "Awesome Forces!" — 2:51

## Desempenho nas paradas musicais
| Parada musical (2005)                   | Posição |
| --------------------------------------- | ------- |
| Estados Unidos - Top Heatseekers        | 21      |
| Estados Unidos - Top Independent Albums | 30      |

## Créditos
- The MC Bat Commander — Vocal
- Crash McLarson — Baixo, vocal
- Chainsaw — Guitarra, vocal
- Jimmy The Robot — Teclados, vocal
- Ricky Fitness — Bateria, percussão, vocal